# Daewoo Lanos
La Daewoo Lanos è una autovettura prodotta in Corea del Sud dalla Daewoo dal 1997 al 2002; dopo l'acquisto della casa automobilistica coreana da parte della General Motors ne è cessata la commercializzazione con marchio Daewoo ed è proseguita su vari mercati con altre denominazioni, grazie alla produzione avvenuta su licenza e in CKD in varie parti del mondo. Sulla maggior parte dei mercati è stata sostituita dalla Lacetti.

## Il contesto

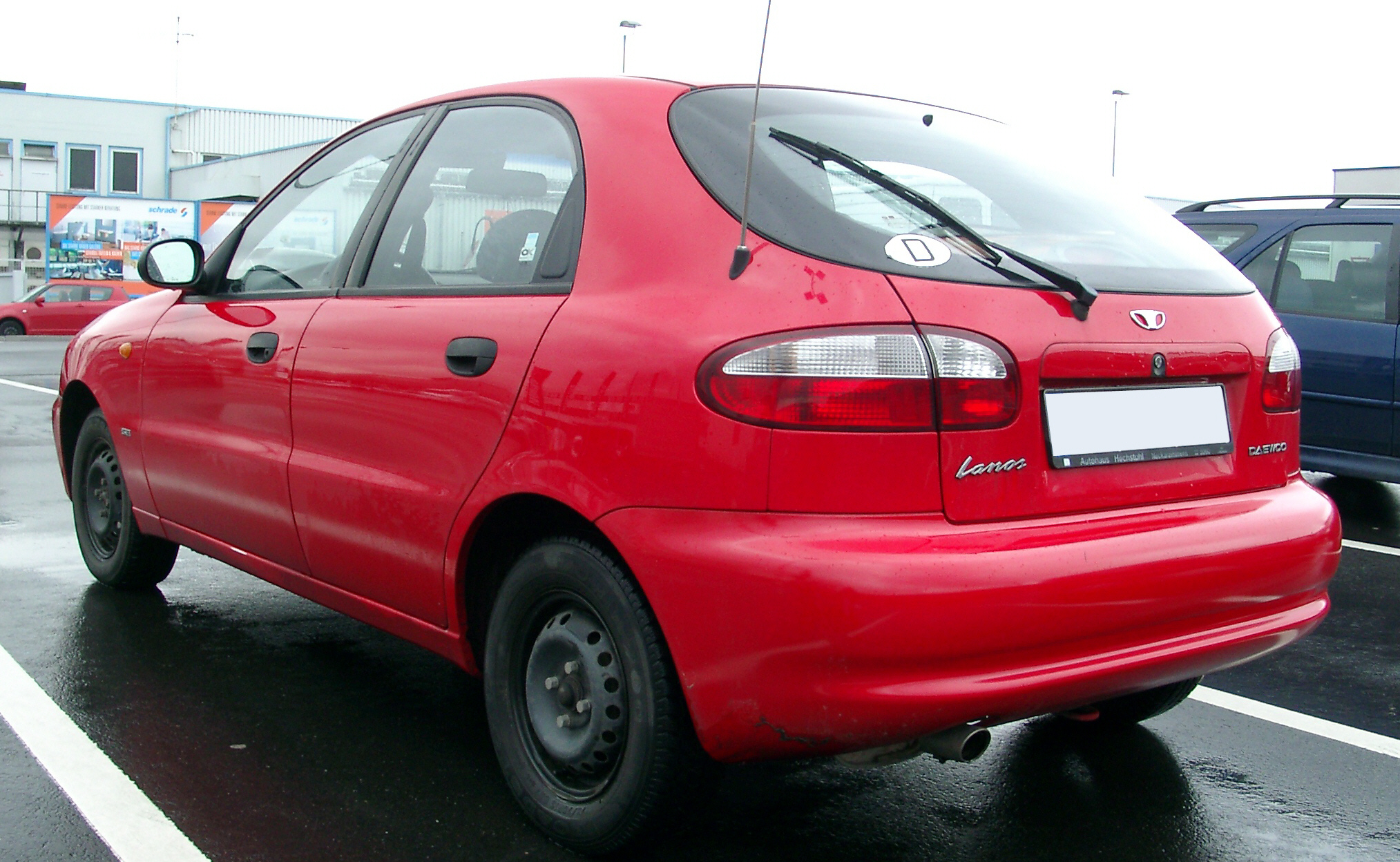
Retro di una Daewoo Lanos 2 volumi

Il design della Lanos è di Giorgetto Giugiaro e si tratta di una berlina a 2 o 3 volumi e a 3,4 o 5 porte, prodotta con l'intento di rimpiazzare la Daewoo Nexia. Meccanicamente ha l'impostazione di motore e trazione anteriori e le motorizzazioni previste erano comprese tra 1,4 e 1,6 l, tutte a benzina.
L'impianto frenante era di tipo misto: a dischi anteriormente e a tamburo posteriormente.

## Le altre Lanos

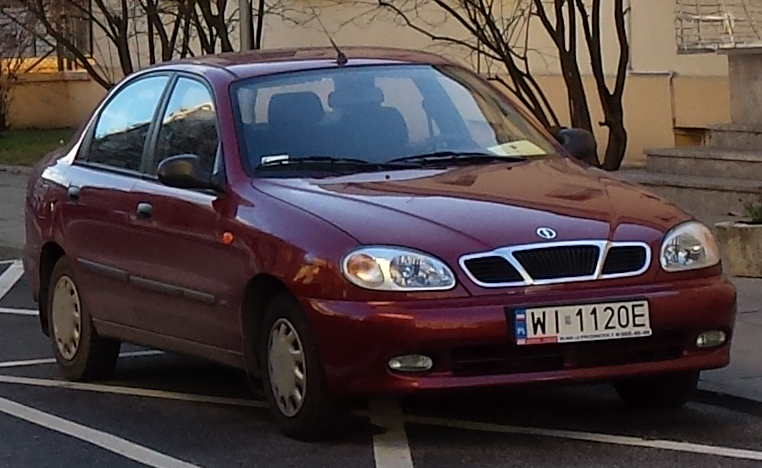
Una FSO Lanos 3 volumi

Dal 1997 al 2008 è stata prodotta anche dalla polacca FSO in joint venture con la Chevrolet e la produzione, non ancora cessata, è avvenuta anche in Ucraina su licenza presso l'AvtoZaz col nome di ZAZ Lanos. La Chevrolet ha commercializzato tale vettura anche in Egitto.
Dal 2002, ZAZ ha dotato la vettura di un motore MeMZ-307. Il modello prodotto è chiamato ZAZ Sens. Nel 2004, ZAZ ha adottato il telaio Lanos per produzione su larga scala una vettura derivata con nuove saldature e linee di verniciatura. La versione aggiornata si chiama Lanos ZAZ e i motori sono sempre forniti da GM Daewoo, anche se ZAZ è attualmente alla ricerca di una tecnologia più moderna del motore.
Dal gennaio 2005, in Polonia viene commercializzata la Lanos con il marchio di FSO.